# (4781) Sládkovič
(4781) Sládkovič – planetoida z pasa głównego asteroid okrążająca Słońce w ciągu 3 lat i 62 dni w średniej odległości 2,16 j.a. Została odkryta 3 października 1980 roku w Obserwatorium Kleť przez Zdeňkę Vávrovą. Nazwa planetoidy pochodzi od Andreja Sládkoviča (1820–1872), słowackiego poety. Przed jej nadaniem planetoida nosiła oznaczenie tymczasowe (4781) 1980 TP.